# پیرگانج
پیرگانج (به لاتین: Pirganj) یک منطقهٔ مسکونی در بنگلادش است که در ناحیه رنگ‌پور واقع شده‌است. پیرگانج ۴۰۹٫۳۷ کیلومتر مربع مساحت و ۳۰۳٬۳۸۴ نفر جمعیت دارد.